# Hospital de sangre de los Corrales de los Garcías
El hospital de sangre de los Corrales de los Garcías, situado en el municipio de Alpuente, fue una instalación de la sanidad militar del ejército republicano que estuvo en uso durante de la Guerra Civil Española.

## Emplazamiento
El hospital se encontraba a dos kilómetros y medio de la Línea XYZ que tenía un centro de resistencia en Arcos de las Salinas. Se localiza dos kilómetros al norte de la aldea de El Collado, en la ladera meridional del monte de La Ceja. Se accede por un camino desde la carretera entre La Yesa y Arcos de las Salinas.
Como era habitual en el caso de hospitales de sangre, se utilizaron instalaciones que ya existían. En este caso se trataba de varios corrales de ganado así como una balsa y un huerto situados al otro lado de la carretera que se utilizaban para el suministro del hospital.

## Descripción
Los corrales que se utilizaron para instalar el hospital hubieron de ser modificados para adecuarlos a las necesidades sanitarias y de habitabilidad de los soldados heridos. Posteriormente, tras acabar el conflicto volvieron a ser modificados y divididos para su uso ganadero. Todas estas alteraciones han hecho que se encuentren características de ambos usos, de manera que hay enlucidos de paredes y marcas de numeración de camas, junto con los elementos ganaderos dominantes.
La denominación de Corrales de Los Garcías se debe a la familia propietaria de los corrales ya desde antes de la guerra civil.
El conjunto de corrales forma un casi rectángulo. Tiene una superficie unos 370 metros cuadrados. Está construido con muros de piedra en seco y algunas de las estancias están cubiertas con vigas de sabina, cañizo y tejas árabes a una vertiente. Está situado en una ladera y se adapta al perfil de la pendiente de la misma.
El camino de acceso se construyó expresamente para atender al hospital mediante la ampliación de una senda y la construcción de un puente de piedra seca que permitía el paso de vehículos sobre un barranco.

## Instalaciones y dotación
El edificio, de una sola planta, comprendía al menos un quirófano, tres salas para la recuperación de los heridos, espacios de almacén, y dos habitaciones destinadas a tareas administrativas y zona de descanso del personal. No se conoce exactamente el uso de todos los espacios, ya que se ha transmitido principalmente por fuentes orales.
La dotación de personal de los hospitales de primera línea de retaguardia, como éste, era de unas veinte personas, compredidas médico principal, médicos auxiliares, practicantes, enfermeras, camilleros y guardias. Dos vecinos de la aldea de El Collado estuvieron trabajando en el hospital.

## Galería

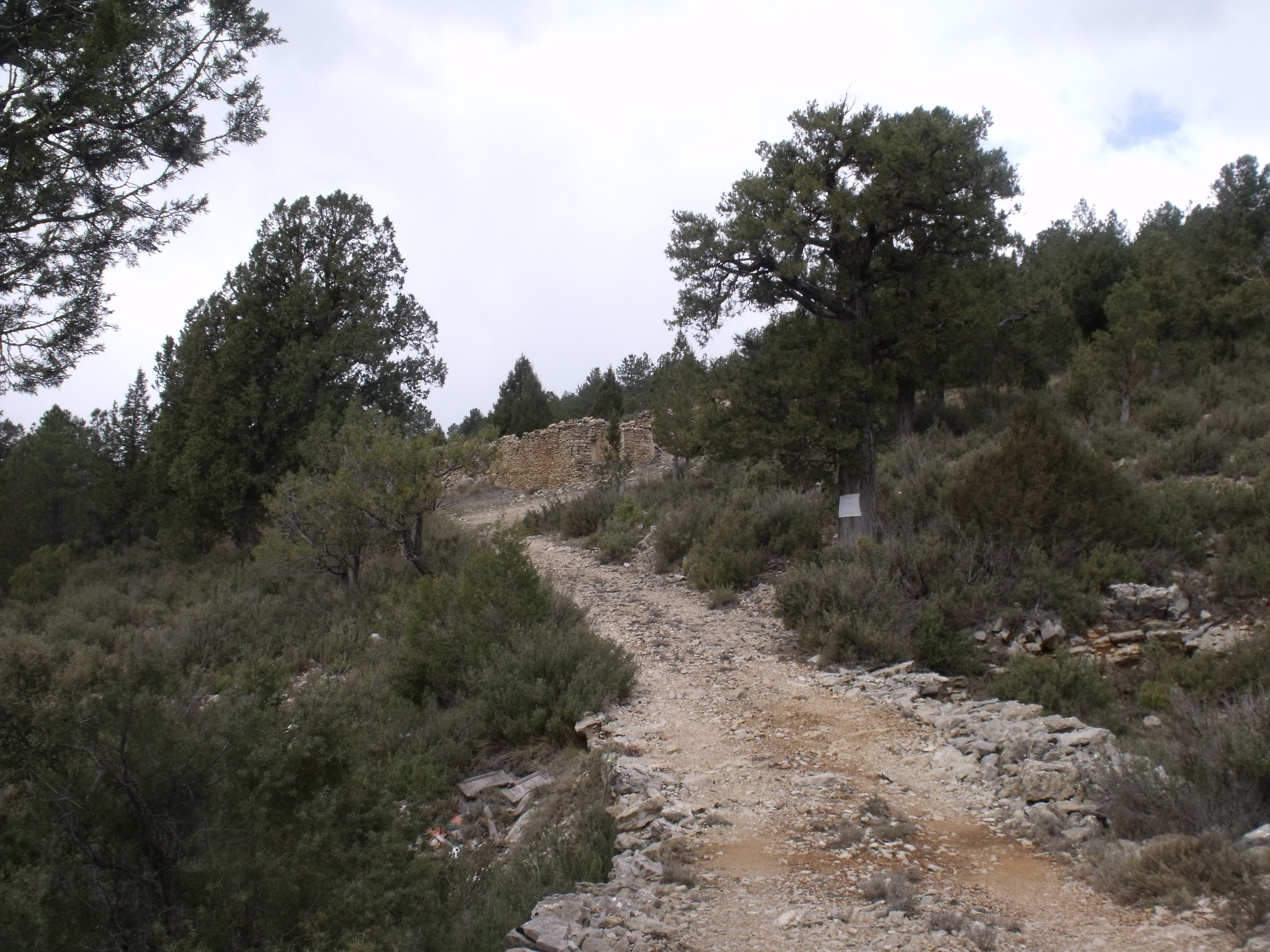
Camino de acceso y puente sobre el barranco.
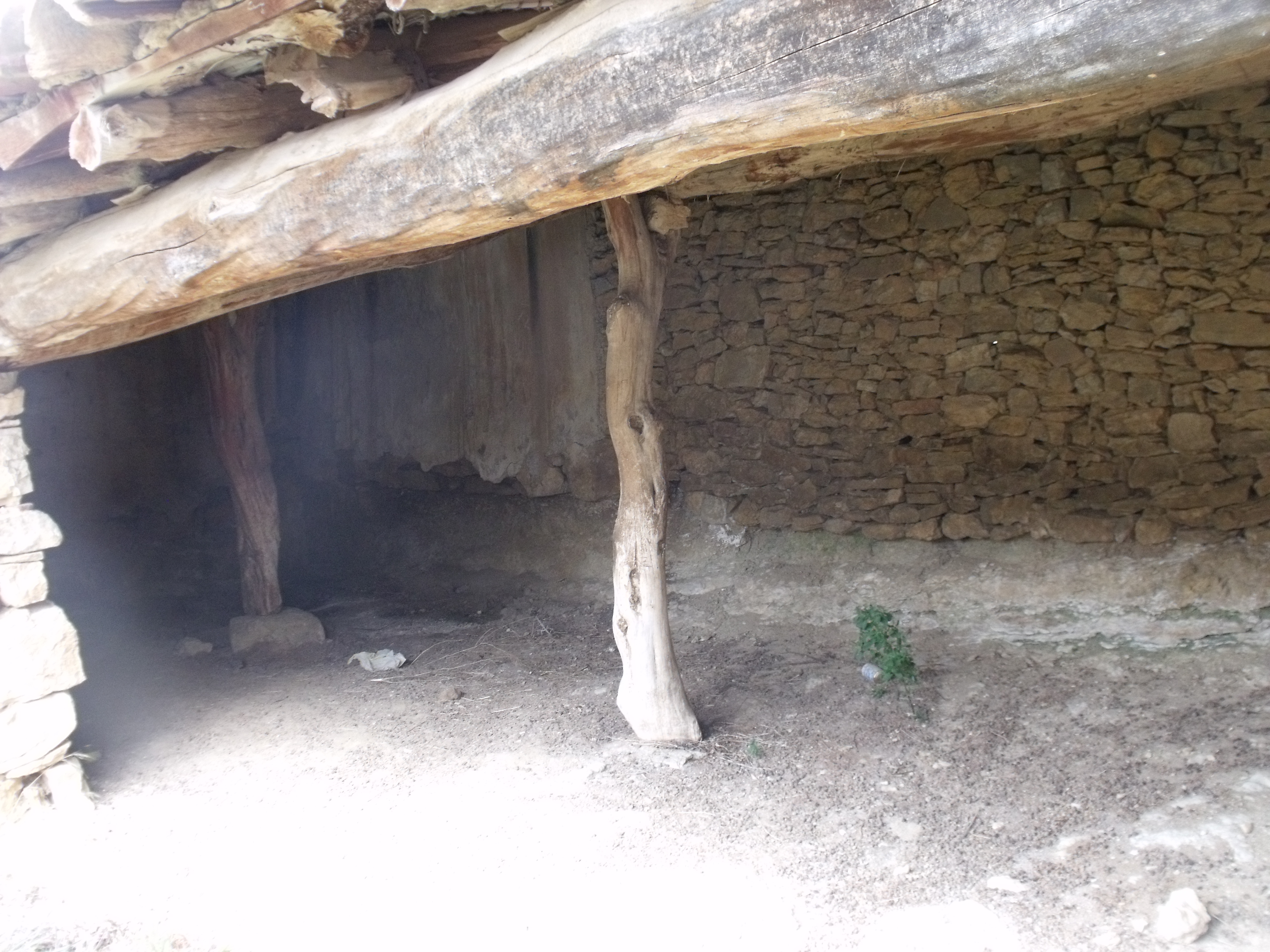
Zona techada, parcialmente enlucida.
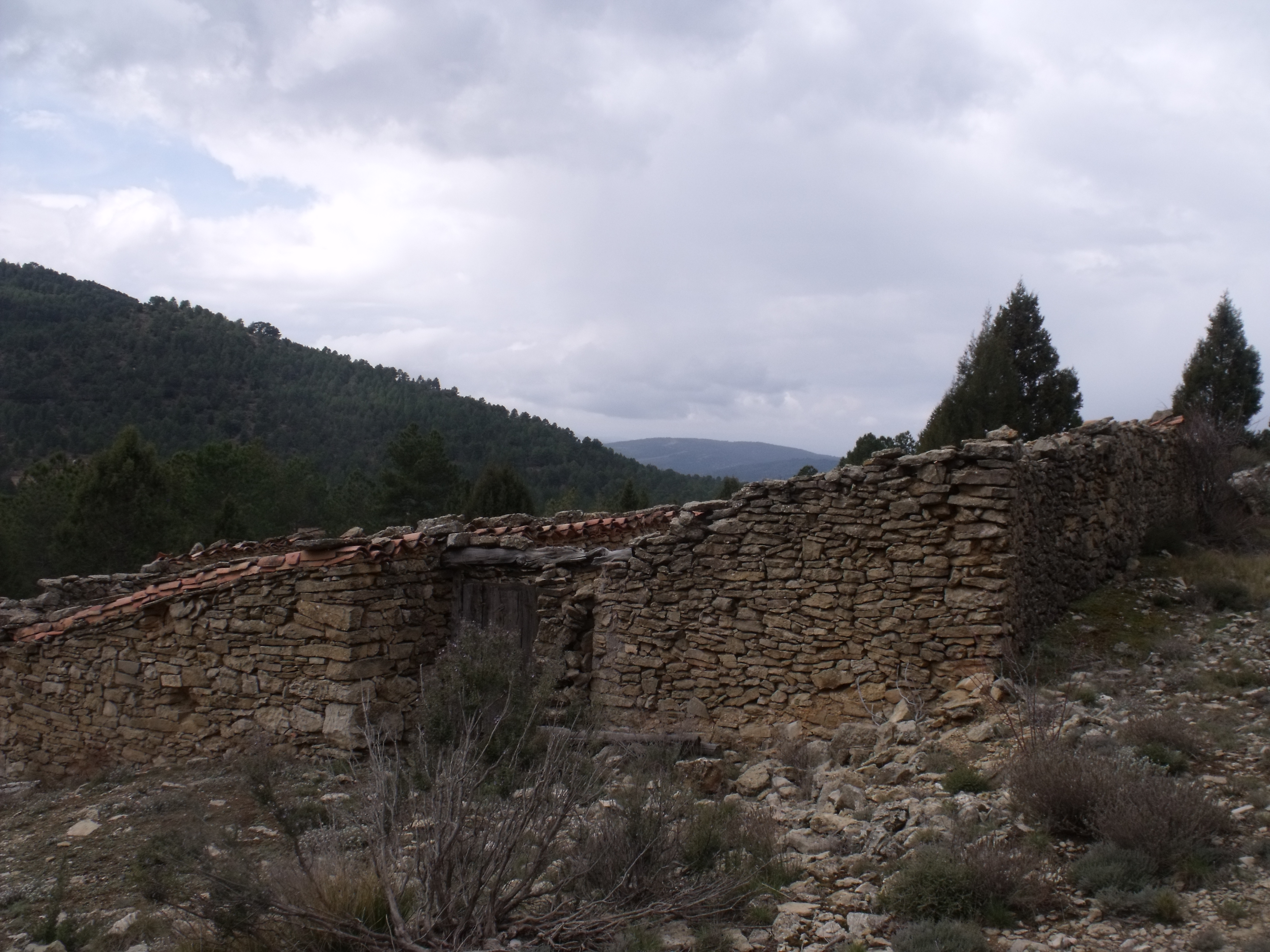
Vista desde el este.